# Фиър Фактъри
„Фиър Фактъри“ (на английски: Fear Factory – „Страхова фабрика“) е метъл група от Лос Анджелис, щата Калифорния, САЩ.
Създадена през 1989 г.,групата има 7 студийни албума, както и набор от сингли и ремикси. По време на кариерата си са известни като едни от пионерите при комбинацията на стиловете дет метъл, груув метъл, траш метъл и индъстриъл. Полученият резултат се оказва много влиятелен за метъл сцената в средата на 90-те години и след това. Известни са също така с използването на елементи от научната фантастика в песните от албумите си. Техният последен албум Transgression е описван повече като експериментален, съдържайки елементи от поп музиката и прогресив метъла.
Разпадат се през март 2002 г., което е последвано от полемика между членовете на групата, но по-късно същата година се събират без основател и Dino Cazares, като басист става Byron Stroud, а бившият басист Christian Olde Wolbers поема ритъм и соло партиите.
Групата участва на три Озфеста, а също и на откриването на Gigantour. Песни и албуми присъстват в следните класации: US Mainstream Rock Top 40, Billboard Top 40, 100 and 200. До 2001 година са изнесли 2000 концерта и продали над 1 милион копия от албумите си само в САЩ.

## История

### Ранни години (1989 – 1990)
Fear Factory са създадени от китариста Dino Cazares и барабаниста Raymond Herrera в Лос Анджелис, Калифорния през 1989 г. Тяхното пълно окомплектоване завършва с прибавянето на вокалиста Burton C. Bell (ex-Hate Face), според слуховете вербуван от впечатления Cazares, след като го чува да пее New Year's Day на U2 под душ в обща баня. Cazares също свири и на бас китарата в тази ранна версия на групата.
Започват под името Ulceration, очевидно взето без основателна причина, мислейки просто, че това е „готино име“ за група. През 1990 г. избират Fear Factory. Новото име отразява най-точно техния нов дет метъл звук, повлиян от британския индъстриъл, industrial music и grindcore, но същевременно и придържайки се консервативно към корените на extreme metal, аспект от тяхната музика, който привлича по-широк кръг публика.
Най-ранните демо записи на групата силно напомнят Napalm Death и Godflesh, откровено повлияло групата към grindcore, механична бруталност, мрачност и краен вокален стил. Демо записите са забележителни с интегрирането на тези стилове към дет метъл звука и от новаторското съчетание във вокалите на Burton C. Bell на екстремен дет рев и изчистено пеене в една и съща песен, което ще се окаже показателен и влияещ елемент в звученето на групата през цялата им кариера. Използването на „рев“ и „гърлено пеене“ комбинирано с изчистени вокали по-късно ще се окаже определящо за нео метъла и новите метъл жанрове. Много вокалисти от сегашната метъл сцена използват два или повече метода на пеене. През 1990 г. групата участва с две песни в компилацията „L.A. Death Metal Compilation“. Те изнасят първият си концерт на 31 октомври, сряда, 1990 г.

### Concrete (1991)
През 1991 г. Fear Factory продължават да записват серия парчета за да оформят техния дебютен албум с тогава неизвестният продуцент Ross Robinson в звукозаписното студио Blackie Lawless. Песните така и не виждат бял свят. Поради неблагоприятни клаузи в договорите им издаването на албума се отлага.
Те запазват правата върху песните си, повечето от които презаписват с продуцента Colin Richardson, за да ги включат в своя официален дебютен албум Soul Of A New Machine, издаден през 1992 г. Междувременно Ross Robinson се сдобива с правата на записите, които използва за да рекламира себе си, ползвайки се с голям успех по време на nü metal експлозията през втората половина на 90-те години, като работи с групи като Korn, Limp Bizkit и Slipknot, които имат малко общо с Fear Factory от 1991 г. Албумът е издаден от Roadrunner Records през 2002 г. под заглавието Concrete по време на разцеплението в групата без съгласието на всичките и членове, като част от договорните им задължения.
Мнението на феновете обаче е разделено върху това дали продукцията на Ross Robinson улавя най-точно сложния звук на групата, наблягайки върху директната бруталност и типичния за Робинсън обособен барабанен звук. „Тайният албум“ се превръща в ценен документ за ранните Fear Factory и може да се разглежда като мост между ранните демо записи и официалния дебют Soul Of A New Machine, а също така и като отпечатък в по-късните им материали и b-sides.
Въз основа на записите в Concrete, Макс Кавалера ги препоръчва на звукозаписната компания Roadrunner Records, която им предлага договор. Но с подписването започват полемики основани върху лошото третиране на групата от компанията особено в периода на тяхното разделение през 2002 г. Това е отразено и в текста на Burton C. Bell, в песента „Slave Labor“ (робски труд)-първата песен от албума от 2004 г. „Archetype“, а той от своя страна първи след събирането на групата – като не пестят думи относно чувствата си свързани със случая.

### Soul of a New Machine (1992 – 1994)
Албумът е записан и продуциран от Colin Richardson и издаден през 1992 г.Soul of a New Machine е първото излизане на групата на широката музикална сцена и е определен като революционен със своя индъстриъл дет метъл звук, комбинирайки мелодичните и твърди вокали на Bell, наподобяващия дръм машина звук на Herrera, интегрираните индъстриъл семпли и острите, ритмични дет метъл рифове на Dino Cazares.
Поради ексремността на своята природа албумът няма комерсиален успех, но дори и днес се смята за култов въпреки че е далеч от полулярността на по-късните им и достъпни като звук неща. Действително групата все повече се отдалечава от дет метъл звученето с всяка своя следваща работа и албумът Soul of a New Machine може да се разглежда като последен опит, който лежи стриктно в дет метъл лагера.
Групата прибавя кейбордистът Reynor Diego и започва турне в щатите с Biohazard, Sepultura и Sick Of It All и турне в Европа с Brutal Truth, после Cannibal Corpse, Cathedral и Sleep. Следващата година те наемат Rhys Fulber от Front Line Assembly да ремиксира няколко песни от албума, демонстрирайки желанието на групата да експериментира с музиката. Резултатът е издаден под името Fear Is the Mindkiller EP през 1993 и притежава техно/индъстриал облик (Roadrunner Records преиздава двата албума Soul of a New Machine и Fear is the Mindkiller заедно през 2004).
През 1994 към групата като басист се присъединява Christian Olde Wolbers (белгиец), който е препоръчан от Evan Seinfeld от Biohazard. Въпреки че Christian се присъединява и неговото присъствие има ефект, поради притискащия ги краен срок за запис на новия албум и постоянното изменение на китарните партии от страна на Cazares, той не успява да запише бас партиите на всичките си песни.

### Demanufacture (1995 – 1997)
Fear Factory издават своя втори албум Demanufacture през 1995 г.като постепенно заменят бруталният си звук с индъстриъл метъл звучене, характерно със смесването на траш/индъстриъл метал китарни рифове, спиращи пулса барабани, „рев“ вокали (все така агресивни), които се редуват с мелодично пеене и мощен бас.
Продуцирането на албума е също така по-изпипано и прецизно, а интегрирането на „атмосферни“ кийборди и индъстриъл нюанси върху музикалните умения на Cazares и Herrera придават неповторим звук на песните-хладни и машиноподобни, като придава на музиката им футуристично чувство описван от някои критици като ‘cyber-metal’. Много от феновете считат влиянието на Rhys Fulber като неделима част от измерението на техния звук.
Demanufacture като цяло е считан за най-показателната им работа и получава одобрението на критиците, като е награден с максимума 5 в класацията на рок списанието Kerrang, UK. Албумът се оказва успешен, докато Soul of a New Machine изпада почти навсякъде в класациите, Demanufacture достига до топ 10 на Billboard Heatseekers класацията и е заснет клип към песента „Replica“. Песента „Zero Signal“ е включена в саундтрака на филма Mortal Kombat през 1995 г. Инструментална версия на песента Demanufacture е използвана във видеоиграта Carmageddon за РС.
Fear Factory прекарват следващите няколко години на турне с групи като Black Sabbath, Megadeth и Iron Maiden и участват на Озфест през 1996 и 1997 г. По онова време е забелязана тяхна фланелка във видеото Counterfeit на Limp Bizkit.

## Дискография

### Албуми
- Soul Of A New Machine – 25 август 1992
- Demanufacture – 13 юни 1995
- Obsolete – 28 юли 1998
- Digimortal – 24 април 2001
- Concrete – 30 юли 2002
- Archetype – 20 април 2004
- Transgression – 23 август 2005
- Machanize – 2010
- The Industrialist – 2012
- Genexus – 2015
- Aggression Continuum – 2021

### Сингли
- Fear Is the Mindkiller – 1993
- Remanufacture – 20 май 1997
- Cars – 31 август 1999
- Linchpin – 2 април 2002
- Bite The Hand That Bleeds: And Related Archetypal – 16 ноември 2004
- 15 Years Of Fear Tour (промоционален) – 2006

### Видео
- Digital Connectivity – 18 декември 2001

### Компилации
- Hatefiles – 8 април 2003
- The Best Of Fear Factory – 12 септември 2006